# Distrito de Komló
El distrito de Komló es un distrito húngaro perteneciente al condado de Baranya.

## Localidades
El distrito está conformado por una ciudad y 19 pueblos.
Ciudad
- Komló

Pueblos
- Bikal
- Bodolyabér
- Egyházaskozár
- Hegyhátmaróc
- Kárász
- Köblény
- Liget
- Magyaregregy
- Magyarhertelend
- Magyarszék
- Mánfa
- Máza
- Mecsekpölöske
- Oroszló
- Szalatnak
- Szárász
- Szászvár
- Tófű
- Vékény